# 第二次維也納仲裁

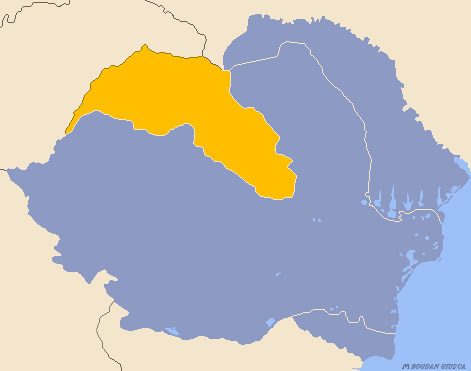
黃色為匈牙利所獲得的北特兰西瓦尼亚

第二次維也納仲裁（匈牙利語：Második bécsi döntés）又稱「維也納勒令」（羅馬尼亞語：Dictatul de la Viena），是德國和意大利于1940年8月30日作出的两次维也纳仲裁之一，根据这次裁决，德国和意大利為了避免匈牙利和羅馬尼亞兩國發生戰爭，迫使罗马尼亚将特兰西瓦尼亚一半（也因此称为北特兰西瓦尼亚）割让给匈牙利。
然而，这决定并非为了公义，除了滿足匈牙利領土收復主義並赢得匈牙利和德国、意大利同盟的目標外，德國元首希特拉希望避免匈牙利和羅馬尼亞兩國發生戰爭以及潛在的蘇聯干涉匈羅衝突，威脅到羅馬尼亞的油田。为了扭转特里亚农条约订立以来之局面，裁决划出多民族地区给匈牙利与罗马尼亚，导致两国大量人口迁居，令古旧的社会经济单位分裂。王室獨裁的羅馬尼亞國王卡羅爾二世因為接受了仲裁因國內壓力和個人崇拜崩壞而被迫退位，卡羅爾二世隨後受德國壓力任命了親德的安東內斯庫元帥為新首相並立米哈伊一世為新國王（傀儡）繼續獨裁。在安東內斯庫帶領下，羅馬尼亞在3個月後加入了軸心國。

## 背景

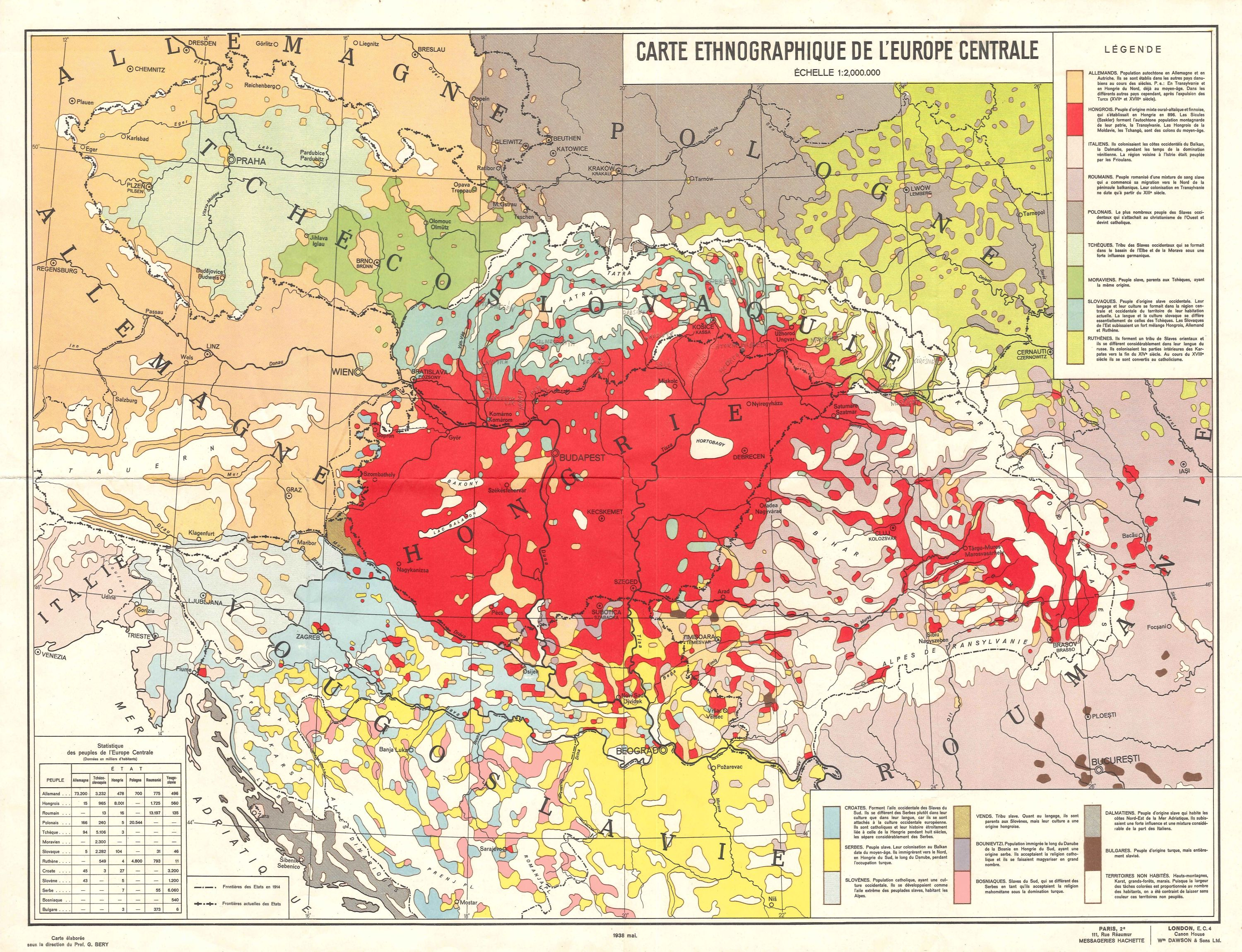
1938年的中欧地区民族构成，红色表示是匈牙利人

第一次世界大战后，多民族的旧匈牙利王国被1920年的《特里亚农条约》分割，形成了几个新的民族国家，但匈牙利指出，新的国家边界并不遵循民族边界。新的民族国家匈牙利的面积只有战前匈牙利的三分之一，数百万匈牙利人被留在匈牙利新边界之外。匈牙利的许多历史重要地区被分配给了其他国家，自然资源的分布并不均衡。非匈牙利人普遍认为该条约是对他们历史上被边缘化民族的正义，但匈牙利人则认为该条约非常不公正，是一种民族耻辱和真正的悲剧。
该条约及其后果在两次世界大战期间主导了匈牙利的公共生活和政治文化，匈牙利政府越来越右倾。最终，在摄政王霍尔蒂·米克洛什的领导下，匈牙利与贝尼托·墨索里尼的意大利和阿道夫·希特勒的德国建立了密切的关系。
与纳粹德国的联盟使匈牙利在1938年的第一次维也纳仲裁中夺回捷克斯洛伐克南部，并在1939年夺回了外科尔巴阡地区。然而，无论是这一点，还是1939年对喀尔巴阡鲁塞尼亚的军事征服，都没有满足匈牙利的政治野心。这些所得只是《特里亚农条约》失去的一小部分领土，匈牙利人最痛恨的损失是被割让给罗马尼亚的特兰西瓦尼亚。
1940年6月下旬，罗马尼亚政府屈服于苏联的最后通牒，允许莫斯科接管第一次世界大战后并入罗马尼亚的比萨拉比亚和北布科维纳，以及赫尔扎地区。从罗马尼亚政府的角度来看，领土损失是可怕的，但罗马尼亚政府更不能承受跟苏联开战，因为它知道自己无法获胜。然而，匈牙利政府将罗马尼亚永久放弃一些地区的事实解释为承认它不再坚持在压力下保持国家领土的完整。因此，苏联占领比萨拉比亚和北布科维纳促使布达佩斯加大力度解决“特兰西瓦尼亚问题”。匈牙利希望获得尽可能多的特兰西瓦尼亚，但罗马尼亚人对此一无所知，只愿意提交小部分地区考虑。最终，匈牙利与罗马尼亚的谈判彻底失败。因此，罗马尼亚和匈牙利被“威逼”接受轴心国的仲裁。:800
与此同时，罗马尼亚政府已同意意大利向另一个与德国结盟的邻国保加利亚割让领土的请求。9月7日，根据《克拉约瓦条约》，罗马尼亚将“卡德里拉特”（南多布罗加）割让给保加利亚。

## 仲裁

匈牙利1938-1941年获得的领土，包括北特兰西瓦尼亚（绿色）和外喀尔巴阡（蓝色）

1940年7月1日，罗马尼亚拒绝接受1939年4月13日的英法担保，该担保在法国沦陷后变得毫无意义。第二天，卡罗尔二世国王致函希特勒，建议德国向罗马尼亚派遣军事使团，并续签1883年的联盟。德国利用罗马尼亚的绝望状态迫使其修改1919年巴黎和会制定的领土解决方案，以支持德国的老盟友：匈牙利和保加利亚。在卡罗尔和希特勒之间的换文中（7月5日至15日），卡罗尔坚持不进行人口交换就不进行领土交换，希特勒将德国对罗马尼亚的善意条件设定为罗马尼亚与匈牙利和保加利亚的良好关系。:35-37罗马尼亚外交部长是米哈伊·马诺伊雷斯库；德国驻布加勒斯特全权公使是威廉·法布里丘斯。
根据德国的意愿，罗马尼亚于8月16日在德罗贝塔-塞维林堡开始与匈牙利进行谈判。:37-39匈牙利最初的领土要求是69,000平方公里（27,000平方英里），有3,803,000名居民，其中近三分之二是罗马尼亚人。谈判于8月24日中断。德国和意大利政府随后提出仲裁，罗马尼亚王室委员会8月29日的会议记录将其描述为“德国和意大利两国政府发出的具有最后通牒性质的通信”。:37-39
罗马尼亚人接受了，德国外交部长约阿希姆·冯·里宾特洛甫和意大利外交部长加莱阿佐·齐亚诺于1940年8月30日在维也纳美景宫会晤。他们将匈牙利的要求减少到43,492平方公里（16,792平方英里），人口2,667,007人。该条约由匈牙利外交部长伊斯特万·察基和罗马尼亚外交部长米哈伊尔·马诺伊雷斯库签署。罗马尼亚王室委员会于8月30日至31日夜间举行会议，接受仲裁。在会议上，尤柳·马纽要求卡罗尔退位，并要求罗马尼亚军队抵抗匈牙利对特兰西瓦尼亚北部的占领。他的要求被务实地拒绝了。:37-39
下一节将详细介绍北特兰西瓦尼亚的人口统计数据以及仲裁之后的变化。特兰西瓦尼亚的其余地区，被称为南特兰西瓦尼亚，有2,274,600名罗马尼亚人和363,200名匈牙利人，仍然是罗马尼亚的一部分。

### 第二次维也纳仲裁文本
- 1.罗马尼亚与匈牙利之间的边界线的最终路线将与此处所附地理地图上标记的路线相对应。罗马尼亚-匈牙利委员会将当场确定路线的细节。

- 2.罗马尼亚军队将在15天内撤离分配给匈牙利的罗马尼亚领土，并有序移交。撤离和占领的不同阶段及其方式将在罗马尼亚-匈牙利委员会内确定。匈牙利和罗马尼亚政府将确保撤离和占领工作有序进行。

- 3.所有罗马尼亚臣民，在这一天居住在罗马尼亚割让的领土上，无需任何手续即可获得匈牙利国籍。他们将被允许在6个月内选择罗马尼亚国籍。行使这一权利的人将在一年内离开匈牙利领土，并被允许进入罗马尼亚。他们将能够毫无阻碍地拿走他们的动产，清算他们的不动产，直到他们离开的那一刻，并带走由此产生的产品。如果清算失败，这些人将得到匈牙利的赔偿。匈牙利将以广泛和包容的方式解决与选择者迁移有关的所有问题。

- 4.1919年匈牙利割让给罗马尼亚的领土上建立的匈牙利族罗马尼亚臣民，仍处于国家主权之下，有权在6个月内选择匈牙利国籍。第3款规定的原则也应适用于行使这一权利的人。

- 5.匈牙利政府郑重承诺，罗马尼亚人民将与其他匈牙利国民完全同化，根据上述仲裁，匈牙利国民将获得匈牙利国籍。另一方面，罗马尼亚政府对将留在罗马尼亚领土上的匈牙利国民也作出同样的庄严承诺。

- 6.主权移交的细节将由罗马尼亚和匈牙利政府之间的直接协议规定。

- 7.如果在申请仲裁过程中出现任何困难或疑问，罗马尼亚和匈牙利政府将寻求直接达成协议。如果没有达成协议，争端将提交给帝国和意大利政府，由其采取最终解决方案。

## 统计
有关领土面积为43,104平方公里（16,643平方英里），或43,492平方公里（16,792平方英里）（取决于来源）。1930年罗马尼亚人口普查显示，该地区人口为2,393,300人。1941年，匈牙利当局进行了一次新的人口普查，登记的总人口为2,578,100人。两次人口普查都分别询问了语言和国籍。根据1940年第二次维也纳仲裁之前罗马尼亚人的估计，其中约有130万人或50%的人口是罗马尼亚人，而根据1940年匈牙利人在第二次仲裁之后不久的估计，大约有115万人或48%的人口是罗马尼亚人。

北特兰西瓦尼亚民族地图，紫色为罗马尼亚人，绿色为匈牙利人，颜色越深，比例越大

除了人口自然增长外，人口普查之间的差异是由其他复杂原因造成的，如移民、犹太人的同化和双语者。根据匈牙利的登记，截至1941年1月，已有10万匈牙利难民从南特兰西瓦尼亚抵达匈牙利。他们中的大多数人在北部寻求庇护，而从匈牙利抵达被赎回领土的人数几乎与从南特兰西瓦尼亚搬到特里亚农-匈牙利领土的人数一样多。
由于移民，北特兰西瓦尼亚匈牙利人的数量增加了近10万人。为了补偿，许多罗马尼亚人被迫离开北特兰西瓦尼亚。根据罗马尼亚政府对北特兰西瓦尼亚难民的不完整登记，截至1941年2月，约有10万人离开。此外，总人口的下降表明，又有4万至5万罗马尼亚人从北特兰西瓦尼亚迁往南特兰西瓦尼亚，其中包括因各种原因被遗漏在官方登记中的难民。
匈牙利人因同化而获得的收益被其他母语群体（如犹太人）的损失所抵消。语言的转变在双语罗马尼亚人和匈牙利人中最为典型。另一方面，在马劳莫罗什县和绍特马尔县，数十个定居点有许多人宣称自己曾经是罗马尼亚人，但现在认为自己是匈牙利人，尽管他们甚至在1910年也不会说任何匈牙利语。

## 后续
历史学家基思·希钦斯在其著作《罗马尼亚：1866-1947年（牛津现代欧洲史）》中总结了这次仲裁所造成的局面，牛津大学出版社，1994年：
维也纳仲裁非但没有解决问题，反而加剧了罗马尼亚和匈牙利之间的关系。它没有通过将所有马扎尔人与所有罗马尼亚人分开来解决国籍问题。根据使用的统计数据，约有1,150,000至1,300,000罗马尼亚人，即割让领土人口的48%至50%以上，仍居住在新边界以北，而约有500,000马扎尔人（匈牙利的其他估计高达800,000人，罗马尼亚人低至363,000人）继续居住在南部。
罗马尼亚有14天的时间撤离有关领土并将其移交给匈牙利。匈牙利军队于9月5日跨过特里亚农边界。匈牙利摄政王霍尔蒂·米克洛什也参加了进军仪式。9月13日，部队抵达特里亚农之前的边界，完成了领土收复进程。

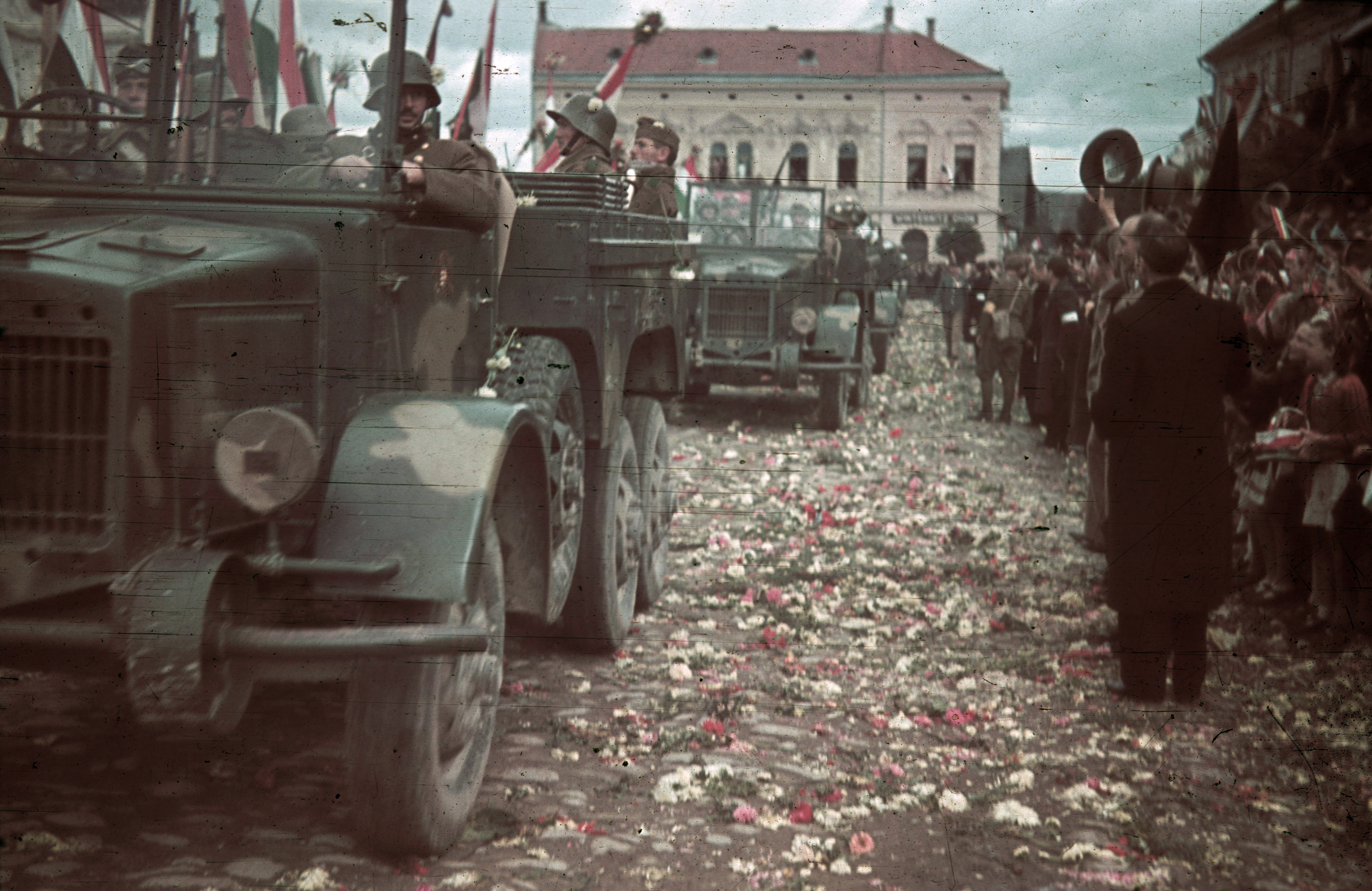
民眾熱烈歡迎匈牙利軍隊進入特爾古-塞奎斯並向他們丟鮮花

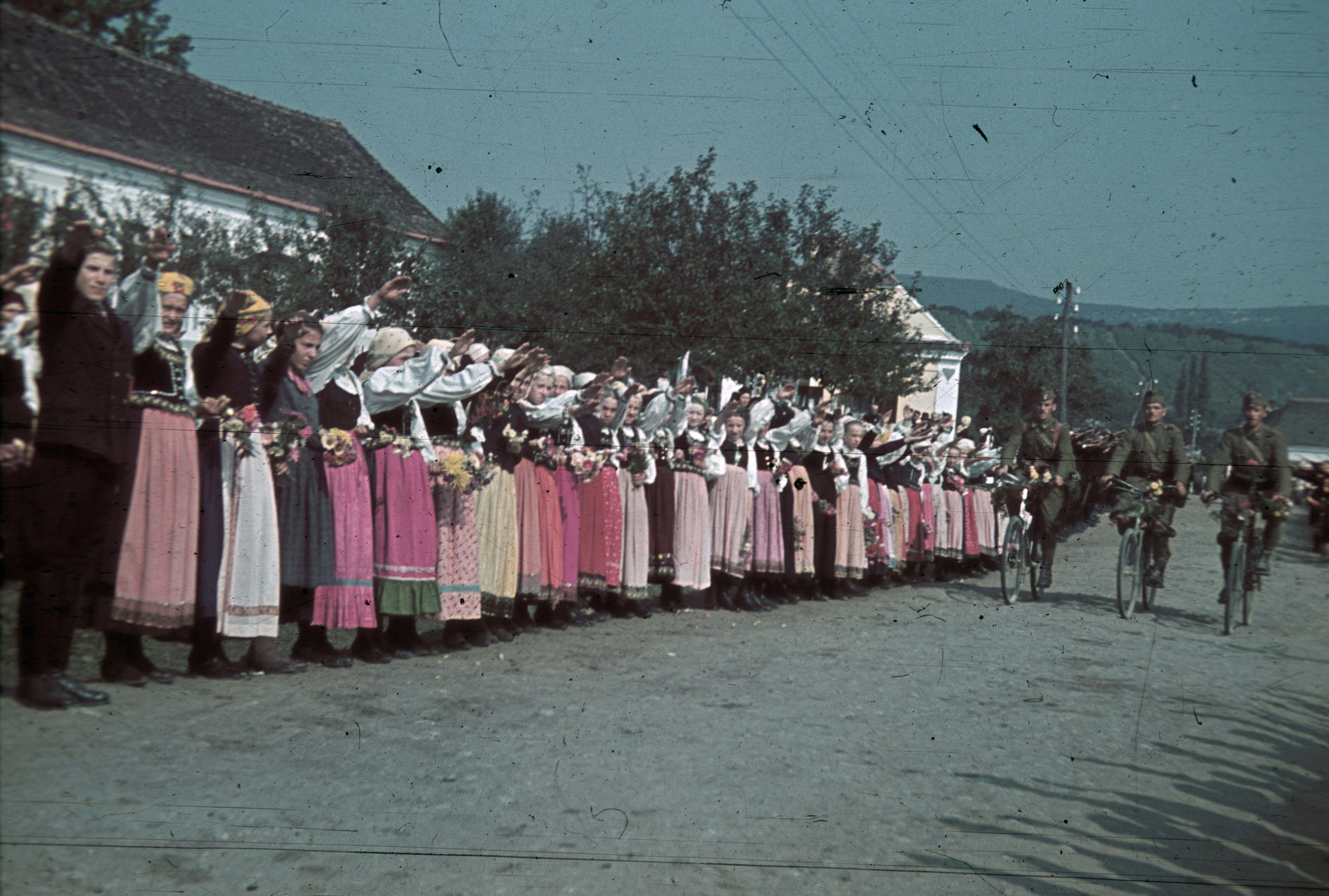
當地德國人向進城的匈牙利軍隊行納粹禮

整体而言，匈牙利人欢迎军队，并将与罗马尼亚的分离视为解放。发现自己处于匈牙利占领之下的广大罗马尼亚族社区没有什么可庆祝的，因为它认为第二次维也纳仲裁是匈牙利长期统治的回归。匈牙利军队在进入被授予的领土后，对罗马尼亚人民进行了屠杀，包括以下行为：
- 特雷兹内亚乡大屠杀。9月9日，在特雷兹内亚村（匈牙利语：厄尔德格库特），一支匈牙利部队从官方给出的扎勒乌-克卢日路线绕行4公里，开始随意向所有年龄段的当地人开火，杀死了许多人，并部分摧毁了东正教教堂。匈牙利官方消息来源随后记录了87名罗马尼亚人和6名犹太人被杀，其中包括当地东正教牧师和罗马尼亚当地教师及其妻子，但一些罗马尼亚消息来源提供了多达263名当地人被杀。一些匈牙利历史学家声称，这些杀戮是在匈牙利军队被当地罗马尼亚东正教牧师煽动的居民开枪报复之后发生的，但一些目击者的说法并不支持这些说法。这支部队脱离匈牙利其他部队绕行4公里的动机仍然存在争议，但大多数证据都指向当地贵族费伦茨·贝，他在20世纪20年代将大部分庄园输给农民，而大部分暴力都是针对居住在他以前庄园的农民。

- 伊普大屠杀。在类似的情况下，1940年9月13日和14日，159名当地村民在伊普村（匈牙利语：锡拉吉伊普）被匈牙利军队杀害。屠杀平民的匈牙利军队指挥官是索尔坦·沃什瓦里中尉。9月14日，根据沃什瓦里的命令，在村庄墓地挖了一个24米乘4米宽的坑；大屠杀中遇难者的尸体被并排埋葬，没有举行宗教仪式。[5]

- 1940年9月8日，努什法勒乌大屠杀发生在努什法勒乌村（匈牙利语：锡拉吉纳诺吉法卢），当时一名匈牙利士兵在一些当地人的支持下折磨并杀害了附近一个村庄的11名罗马尼亚人（两名妇女和九名男子），他们当时正在经过该地区。

一些历史学家对伤亡的确切人数存在争议，但此类事件的存在不容置疑。
罗马尼亚军队的撤退也并非没有发生事件，这些事件大多是破坏基础设施和销毁公共文件。

## 卡罗尔二世防线

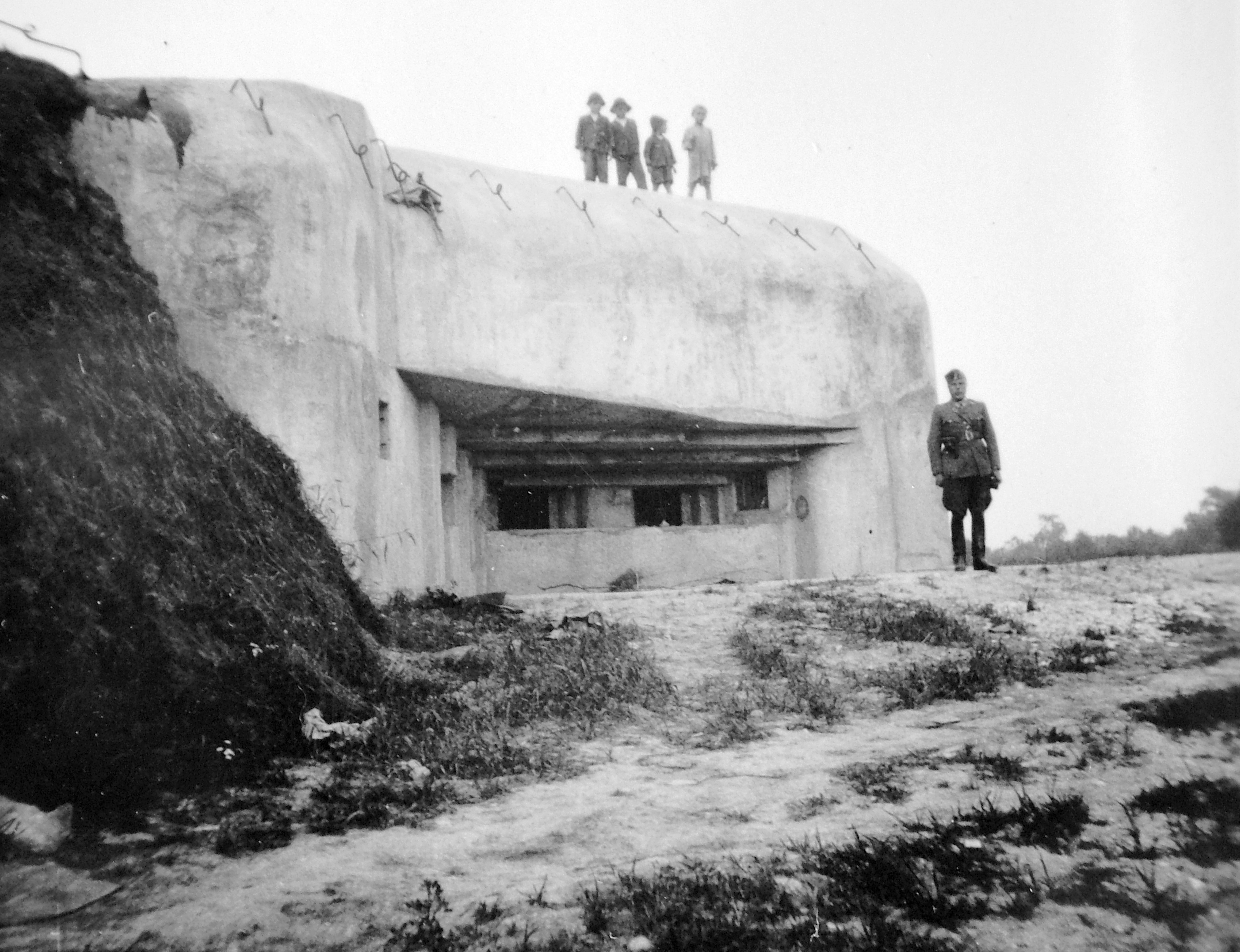
匈牙利军队占领罗马尼亚炮台

卡罗尔二世防线（罗马尼亚语：Linia fortificată Carol al II-lea）是罗马尼亚在20世纪30年代末根据卡罗尔二世国王的命令建造的，用于保卫与匈牙利的西部边境。这条线绵延300公里（190英里），本身并不连续，只保护了通往特兰西瓦尼亚内陆的最有可能的路线。它有320个炮台：80个建于1938年，180个建于1939年，其余建于1940年上半年。每个炮台之间的距离约为400米，所有炮台都是钢筋混凝土制成的，尺寸各不相同，但都装有机枪。大炮被放置在炮台之间。在炮台面前，设置有一排排带刺铁丝网、雷区和一条大型反坦克壕沟，其中一些地方充满了水。据计算，炮台的射击非常密集，交叉射击会给敌方步兵造成尽可能多的损失。防线的作用不是阻止即将到来的袭击，而是拖延袭击，造成尽可能多的损失，并为罗马尼亚军队的大部分动员留出时间。
维也纳仲裁之后，整条防线都落在分配给匈牙利的区域内。罗马尼亚军队尽可能多地撤离了设备，但挖掘的电话线无法回收，因此最终被匈牙利军队使用。匈牙利人还尽可能多地打捞了金属，数量巨大。在所有有用的设备和物资都被收集完毕，匈牙利人炸毁了这些炮台，以防止它们再次被使用。

## 无效
盟军委员会通过与罗马尼亚的停战协定（1944年9月12日）宣布第二次维也纳裁决无效，该协定第19条规定如下：
同盟国政府认为维也纳裁决关于特兰西瓦尼亚的决定是无效的，并同意特兰西瓦尼亚（大部分）应归还罗马尼亚，但须在和平解决方案中得到确认，苏联政府同意苏联军队应为此目的参加与罗马尼亚联手对德国和匈牙利的联合军事行动。
这是在1944年8月23日米哈伊国王政变之后发生的，当时罗马尼亚改变了立场，加入了盟军。此后，罗马尼亚军队与纳粹德国及其盟友作战，首先在罗马尼亚，后来在德国占领的匈牙利和斯洛伐克，如布达佩斯攻势、布达佩斯围城战、布拉迪斯拉发—布尔诺攻势和布拉格攻势。1944年10月25日卡雷战役后，特兰西瓦尼亚北部的所有领土都处于罗马尼亚和苏联军队的控制之下。苏联一直保持行政控制，直到1945年3月9日北特兰西瓦尼亚归还罗马尼亚。
1947年《巴黎和平条约》重申了罗马尼亚和匈牙利之间的边界，正如27年前《特里亚农条约》最初所定义的一样。